# Lettiske euromønter
De lettiske euromønter, der er gangbar mønt i Letland fra 1. januar 2014, blev sat i cirkulation i slutningen af december 2013 i de såkaldte eurokit-pakker, som kunne erhverves i måneden inden euro-indførelsen i Letland. Letlands mål var at indføre euroen i 2008. Derfor blev det allerede dengang besluttet, hvordan de lettiske euromønter skulle se ud. Siden da er reglerne for, hvordan euromønter må se ud, dog blevet ændret, hvilket har ført til, at det oprindelige design af 2-euromønten, som viste Moder Letland fra frihedsmonumentet i Riga, er blevet byttet ud, så mønten har det samme design som 1-euromønten. Euroen blev ikke indført som oprindelig planlagt pga. for høj inflation, men letterne har opfyldt kriterierne for at indføre euroen 1. januar 2014.
- 2-euromønten viser motivet fra 5 lati-mønten, som blev benyttet før sovjettiden. Randindskriften[1] bliver starten på den lettiske nationalsang DIEVS *** SVETI *** LATVIJU ***, som betyder Gud velsigne Letland på lettisk. De 3 stjerner symboliserer de lettiske regioner Letgallen, Livland og Kurland.
- 1-euromønten viser motivet fra 5 lati-mønten, som blev benyttet i Letland før sovjettiden.
- 50, 20 og 10-centmønterne viser det store lettiske våbenskjold.
- 1, 2 og 5-centmønterne viser det mindre lettiske våbenskjold.

Under sovjettiden var 5-latimønten et vigtigt frihedssymbol blandt etniske letter.
- Det mindre lettiske våbenskjold set på 1 santīms mønten.
- Det store lettiske våbenskjold som det ses på 1 lats mønten.
- Motivet som benyttes på de lettiske 1 og 2-euromønter, set på en gammel 5-latimønt.